# Episodi di Tre nipoti e un maggiordomo (terza stagione)
La terza stagione della serie televisiva Tre nipoti e un maggiordomo (Family Affair) è andata in onda negli Stati Uniti dal 23 settembre 1968 al 14 aprile 1969 sulla CBS.
| nº | Titolo originale               | Titolo italiano                    | Prima TV USA      | Prima TV italiana | Rete TV     |
| -- | ------------------------------ | ---------------------------------- | ----------------- | ----------------- | ----------- |
| 1  | The Latch Key Kid              | Libertà per Buffy                  | 23 settembre 1968 | 1º giugno 1978    | Rai 1       |
| 2  | By a Whisker                   | Occhio al baffo                    | 30 settembre 1968 | 6 giugno 1973     | TV Svizzera |
| 3  | A Waltz From Vienna            | Un valzer da Vienna                | 7 ottobre 1968    | 12 ottobre 1981   | Rai 1       |
| 4  | Your Friend, Jody              | Il vostro amico Jody               | 14 ottobre 1968   | 9 ottobre 1981    | Rai 1       |
| 5  | The Substitute Teacher         | Jody innamorato                    | 21 ottobre 1968   | 30 maggio 1978    | Rai 1       |
| 6  | Oliver                         | Ospite indesiderato                | 4 novembre 1968   | 2 giugno 1978     | Rai 1       |
| 7  | Christmas Came a Little Early  | La piccola Eve                     | 11 novembre 1968  | 31 maggio 1978    | Rai 1       |
| 8  | The Unsound of Music           | Una questione di melodia           | 18 novembre 1968  | 14 giugno 1978    | Rai 1       |
| 9  | Albertine                      | Albertine                          | 2 dicembre 1968   | 13 giugno 1978    | Rai 1       |
| 10 | A Matter of Choice             | Incubi notturni                    | 9 dicembre 1968   | 29 maggio 1978    | Rai 1       |
| 11 | Ciao, Uncle Bill               | Ciao, Zio Bill                     | 16 dicembre 1968  | 17 gennaio 1973   | TV Svizzera |
| 12 | A Nanny for All Seasons        | Bambinaia a tempo pieno            | 23 dicembre 1968  | 5 giugno 1978     | Rai 1       |
| 13 | Family Plan                    | L'infortunio di Zio Bill           | 30 dicembre 1968  | 12 giugno 1978    | Rai 1       |
| 14 | To Love With Buffy             | Gemelli in difficoltà              | 6 gennaio 1969    | 7 giugno 1978     | Rai 1       |
| 15 | A Family Group                 | Gruppo di famiglia                 | 13 gennaio 1969   | 8 giugno 1978     | Rai 1       |
| 16 | A Lesson For Grown-Ups         | Una lezione di generosità          | 20 gennaio 1969   | 5 ottobre 1982    | Rai 1       |
| 17 | Oh, To Be in England           | Inghilterra! Che bellezza          | 27 gennaio 1969   | 15 ottobre 1981   | Rai 1       |
| 18 | A Matter of Privacy            | Una questione di intimità          | 3 febbraio 1969   | 13 ottobre 1981   | Rai 1       |
| 19 | Lost in Spain (1)              | Avventure in Spagna - Parte 1      | 10 febbraio 1969  | 28 giugno 1978    | Rai 1       |
| 20 | Lost in Spain (2)              | Avventure in Spagna - Parte 2      | 17 febbraio 1969  | 29 giugno 1978    | Rai 1       |
| 21 | Lost in Spain (3)              | Avventure in Spagna - Parte 3      | 24 febbraio 1969  | 30 giugno 1978    | Rai 1       |
| 22 | A Diller, A Dollar             | Alla conquista di Peter            | 3 marzo 1969      | 9 giugno 1978     | Rai 1       |
| 23 | The Young Man From Bolivia     | L’amico boliviano                  | 10 marzo 1969     | 15 giugno 1978    | Rai 1       |
| 24 | Speak for Yourself, Mr. French | Una delusione per il Signor French | 17 marzo 1969     | 16 ottobre 1981   | Rai 1       |
| 25 | The Flip Side                  | Colpo di scena                     | 24 marzo 1969     | 14 ottobre 1981   | Rai 1       |
| 26 | The Matter of Dignity          | Una vecchia storia                 | 31 marzo 1969     | 1º ottobre 1982   | Rai 1       |
| 27 | Flower Power                   | I figli dei fiori                  | 7 aprile 1969     | 17 ottobre 1981   | Rai 1       |
| 28 | My Man, the Star               | Il Signor French, divo del cinema  | 14 aprile 1969    | 7 ottobre 1982    | Rai 1       |

## Libertà per Buffy
- Titolo originale: The Latch Key Kid
- Diretto da: Charles T. Barton
- Scritto da: Peggy Chantler Dick, Douglas Dick

### Trama
- Guest star: Susan Neher (Lana), Eve Brent (madre di Lana)

## Occhio al baffo
- Titolo originale: By a Whisker
- Diretto da: Charles T. Barton
- Scritto da: Henry Garson, Edmund Beloin

### Trama
- Guest star: Gerald Edwards (Merv), Rick Natoli (Jose), Lindy Davis (Sparky), Butch Patrick (Frankie), A. G. Vitanza (Mr. Amalfi), Russell Schulman (Skinny), Sherry Alberoni (Sharon James)

## Un valzer da Vienna
- Titolo originale: A Waltz From Vienna
- Diretto da: Charles T. Barton
- Scritto da: Hannibal Coons, Charles Marion

### Trama
- Guest star: Karl Bruck (Friedrick Krug), Jan Arvan (cameriere), Hank Jones (Johnny), Eva Soreny (Anna Krug), Charlotte Boerner (cliente), Annette Cabot (commessa), Ila Britton (parrucchiera), Mark De Vries (Karl Krug)

## Il vostro amico Jody
- Titolo originale: Your Friend, Jody
- Diretto da: Charles T. Barton
- Scritto da: Phil Davis

### Trama
- Guest star: Ricky Cordell (Allen), Michael Barbera (Charlie), Ezekial Williams (Mike), Robert Broyles (consigliere), L.E. Young (George Sperling), John Lawrence (conducente), Archie Moore (Ruby)

## Jody innamorato
- Titolo originale: The Substitute Teacher
- Diretto da: Charles T. Barton
- Scritto da: Edmund Beloin, Henry Garson

### Trama
- Guest star: Michael Barbera (Rand), June Lockhart (Miss Evans), Joan Vohs (Miss Cummings)

## Ospite indesiderato
- Titolo originale: Oliver
- Diretto da: Charles T. Barton
- Scritto da: Joseph Hoffman

### Trama
- Guest star: Karl Lukas (Scotty), Vince Howard (Mr. Rogers), David Brandon (poliziotto), Richard Bull (Mr. Ross), Hap Holmwood (Mr. Brown), Danielle Aubry (Madame Antoinette)

## La piccola Eve
- Titolo originale: Christmas Came a Little Early
- Diretto da: Charles T. Barton
- Scritto da: Elroy Schwartz

### Trama
- Guest star: Paul Sorenson (Mr. Bowers), Ivan Bonar (dottor Flanders), Eve Plumb (Eve Bowers), Ann McCrea (Mrs. Bowers), Joan Vohs (Miss Cummings)

## Una questione di melodia
- Titolo originale: The Unsound of Music
- Diretto da: Charles T. Barton
- Scritto da: Edmund Beloin, Henry Garson

### Trama
- Guest star: Joan Vohs (Miss Cummings), Irene Hervey (Miss Scranton), Kaye Stevens (Julie Madden)

## Albertine
- Titolo originale: Albertine
- Diretto da: Charles T. Barton
- Scritto da: Ernestine Barton

### Trama
- Guest star: Theodore Miller (Roy), Mike Durkin (Peter), Alycia Gardner (Albertine), Mittie Lawrence (Mrs. Smith), Joan Vohs (Miss Cummings)

## Incubi notturni
- Titolo originale: A Matter of Choice
- Diretto da: Charles T. Barton
- Scritto da: John McGreevey

### Trama
- Guest star: Sundown Spencer (Pete), Jane Webb (Store Lady), Randy Whipple (Herbie), Susan Abbott (Gwen)

## Ciao, Zio Bill
- Titolo originale: Ciao, Uncle Bill
- Diretto da: Charles T. Barton
- Scritto da: Irma Kalish, Austin Kalish

### Trama
- Guest star: Brioni Farrell (Lucianna), Guy Edwards (postino), Ralph Manza (cameriere)

## Bambinaia a tempo pieno
- Titolo originale: A Nanny for All Seasons
- Diretto da: Charles T. Barton
- Scritto da: John McGreevey

### Trama
- Guest star: Merri Wood-Taylor (Miss Alcott), Heather Angel (Miss Faversham), Noel Drayton (Mr. Hardcastle), Nora Marlowe (Miss Talmadge), Richard Peel (Mr. Withers)

## L'infortunio di Zio Bill
- Titolo originale: Family Plan
- Diretto da: Charles T. Barton
- Scritto da: Austin Kalish, Irma Kalish

### Trama
- Guest star: Nancy Kovack (Michelle Reid)

## L'infortunio di Zio Bill
- Titolo originale: To Love With Buffy
- Diretto da: Charles T. Barton
- Scritto da: Edmund Beloin, Henry Garson

### Trama
- Guest star: Barry Cahill (Frank), Lou Krugman (Maitre d'), Kenneth Tobey (Steve), Patience Cleveland (Mrs. Robinson), Gregg Fedderson (Marvin), Aladdin Pallante (impiegato dell'hotel), Carmen D'Antonio (Mrs. Rodriguez), Pepe Hern (cameriere), Sue Casey (Gail)

## Gruppo di famiglia
- Titolo originale: A Family Group
- Diretto da: Charles T. Barton
- Scritto da: Irma Kalish, Austin Kalish

### Trama
- Guest star: Liam Sullivan (Richard Mason), Kathleen Crowley (Lois Mason), Lori Martin (Dana)

## Una lezione di generosità
- Titolo originale: A Lesson For Grown-Ups
- Diretto da: Charles T. Barton
- Scritto da: Elroy Schwartz

### Trama
- Guest star: John Alvin (Hank), William Boyett (Mel), Maura McGiveney (Barbara), Davis Roberts (ambasciatore), Ila Britton (infermiera), Horace McMahon (Mr. McAllister)

## Inghilterra! Che bellezza
- Titolo originale: Oh, To Be in England
- Diretto da: Charles T. Barton
- Scritto da: Edmund Beloin, Henry Garson

### Trama
- Guest star: Alan Napier (Mr. Wilson), Barbara Babcock (Pamela), John Holland (Sir Richard), Émile Genest (Monsieur Raynaud)

## Una questione di intimità
- Titolo originale: A Matter of Privacy
- Diretto da: Charles T. Barton
- Scritto da: Burt Styler

### Trama
- Guest star: Larry Thor (Mr. McGraw), Russ Caldwell (Roger), Richard O'Brien (Harris), William Boyett (Fred), Bobby Riha (Norman)

## Avventure in Spagna - Parte 1
- Titolo originale: Lost in Spain (1)
- Diretto da: Charles T. Barton
- Scritto da: John McGreevey

### Trama
- Guest star: Tina Menard (commesso), Alberto Morin (Senor Valgo), Maria Grimm (guida), Saverio Lo Medico (conducente del bus), Jay Novello (Tio Dichoso), Anna Navarro (Ana Vicente Cassona), Roberto Iglesias (Senor Cabra)

## Avventure in Spagna - Parte 2
- Titolo originale: Lost in Spain (2)
- Diretto da: Charles T. Barton
- Scritto da: John McGreevey

### Trama
- Guest star: Ruben Moreno (Senor Las Casas), Anna Navarro (Ana Vicente Cassona), Socrates Alafouzos (lettore/docente), Nacho Galindo (Carlos Vega), Ben Romer (direttore stazione), Gilberto Galvani (conducente del bus), Rosa Turich (Maria Vega), Lenore Stevens (Nan), Julian Rivero (sagrestano), Jay Novello (Tio Dichoso), Rico Alaniz (conducente del bus)

## Avventure in Spagna - Parte 3
- Titolo originale: Lost in Spain (3)
- Diretto da: Charles T. Barton
- Scritto da: John McGreevey

### Trama
- Guest star: Anna Navarro (Ana Vicente Cassona), Jay Novello (Tio Dichoso), Tom Hernández (capitano), George J. Lewis (Francisco Torres y Fiero), Rosa Turich (Maria Vega), Julian Rivero (Sacristan), Nacho Galindo (Carlos Vega)

## Alla conquista di Peter
- Titolo originale: A Diller, A Dollar
- Diretto da: Charles T. Barton
- Scritto da: Henry Garson, Edmund Beloin

### Trama
- Guest star: Sherry Alberoni (Sharon James), Emma Tyson (Linda), Elaine Devry (Joyce), Gary Dubin (Peter), Lisa Gerritsen (May), Joan Vohs (Miss Cummings)

## L’amico boliviano
- Titolo originale: The Young Man From Bolivia
- Diretto da: Charles T. Barton
- Scritto da: Irma Kalish, Austin Kalish

### Trama
- Guest star: Miguel Monsalve (Paco), Carlos Romero (Senor Mendez), Randy Whipple (Peter), Lisa Gerritsen (Kathy)

## Una delusione per il Signor French
- Titolo originale: Speak for Yourself, Mr. French
- Diretto da: Charles T. Barton
- Scritto da: Edmund Beloin, Henry Garson

### Trama
- Guest star: Heather Angel (Miss Faversham), Leslie Randall (Mr. Tyburn), Noel Drayton (Mr. Hardcastle), Leslie Parrish (Emily Travers)

## Colpo di scena
- Titolo originale: The Flip Side
- Diretto da: Charles T. Barton
- Scritto da: Roy Kammerman

### Trama
- Guest star: Warren Berlinger (McGregor), Eddie Hodges (Charlie Higgins), Patricia Lee (Pamela), Tom Ormeny (Steve)

## Una vecchia storia
- Titolo originale: The Matter of Dignity
- Diretto da: Charles T. Barton
- Scritto da: John McGreevey, Peggy Chantler Dick, Douglas Dick

### Trama
- Guest star: Heather Angel (Miss Faversham), David Montresor (Alfred), Gary Tigerman (Gopher), Annette Cabot (Miss Grayson), Irene Tedrow (Alice)

## I figli dei fiori
- Titolo originale: Flower Power
- Diretto da: Charles T. Barton
- Scritto da: Cynthia Lindsay

### Trama
- Guest star: Richard Gates (Garfield), Veronica Cartwright (Jo-Ann), Diane Roter (Myra), Jamie Farr (hippie)

## Il Signor French, divo del cinema
- Titolo originale: My Man, the Star
- Diretto da: Charles T. Barton
- Scritto da: Irma Kalish, Austin Kalish

### Trama
- Guest star: Noel Drayton (Mr. Hardcastle), Margaret Muse (Mrs. Marley), Dick Patterson (Tony Brooks), Del Moore (Herb Donaldson), Anne Travis (attrice), Heather Angel (Miss Faversham), Joe Flynn (Fred Wallace)